# Estación de Tuapsé-Clasificación
La estación de Tuapsé-Clasificación (en ruso: Туапсе-Сортировочная, Tuapsé Sortiróvochnaya) es una estación de clasificación de la red del ferrocarril del Cáucaso Norte. Está situada en el nordeste de la ciudad de Tuapsé, en el raión de Tuapsé del krai de Krasnodar del sur de Rusia. Se halla junto a la orilla derecha de río Tuapsé, cerca de su desembocadura en la costa del mar Negro.

## Historia
Fue fundada en 1914.